# Cessière
La Cessière est une rivière du Sud de la France, dans la région Occitanie, dans le département de l'Hérault, sous-affluent de l'Aude par la Cesse.

## Géographie
La Cessière est une rivière qui prend sa source dans le Minervois sur la commune de Pardailhan sous le nom de Ruisseau des Refescals puis il prend le nom de Ruisseau de Sarrazo et se jette dans la Cesse en rive droite sur la commune de Aigues-Vives.
La longueur de son cours d'eau est de 17,9 km.

### Communes traversées
Dans le seul département de l'Hérault, la Cessière traverse les quatre communes suivantes, Saint-Jean-de-Minervois, La Caunette, Aigues-Vives et Pardailhan.

### Bassin versant
La Cessière traverse une seule zone hydrographique « La Cesse » (Y160).

## Affluents
La Cessière a sept tronçons affluents contributeurs référencés :
- le Ruisseau des Conquets : 5,4 km
- le Ruisseau de la Regagnade  : 3 km
- le Ruisseau de Castelpy : 5,6 km
- le Ruisseau de la Piate : 1,8 km
- le Ruisseau de Brahunal : 5,6 km
- le Ruisseau de Caillol : 1,3 km
- le Ruisseau du Moulin Grand : 1,3 km